# Kam je izginil sneg
Kam je izginil sneg je naslov slovenske pravljice Bine Štampe Žmavc iz leta 1993.
Vijolica je dimnikarček, ki pa zaradi odsotnosti snega ne more opravljati svojega dela. Poleg dimnikarskega poklica pa v prostem času tudi pesni, za kar ga je navdahnila pesnica Sanja, v katero je naskrivaj zaljubljen. Ker ima čisto pesniško dušo, ga je nebo izbralo za rešitelja. Rešil bo svet pred gobaki Črnjavke, ki prekrivajo svet. To je tudi razlog, da snega že dolga leta ni več. Oblaček Salamander je oblak, ki pride po Vijolico in ga odpelje v nebo. Je sin  snežne vile in ognjenega oblaka. Oblaček Salamander pomaga dimnikarčku Vijolici rešiti svet pred gobaki Črnjavke. Gobaki Črnjavke so negativen lik v temu delu, saj so oni krivi, da na svetu ni več snega. Njihova želja je, da bi ukradli nebu obraz. Zaradi gobakov Črnjavke so ljudje žalostni na Zemlji.